# Чу, Майкл
Майкл Чу (англ. Michael Chew, 9 июня 1962) — малайзийский хоккеист (хоккей на траве), полевой игрок. Участник летних Олимпийских игр 1984 года, бронзовый призёр летних Азиатских игр 1982 года.

## Биография
Майкл Чу родился 9 июня 1962 года.
В 1984 году вошёл в состав сборной Малайзии по хоккею на траве на летних Олимпийских играх в Лос-Анджелесе, занявшей 11-е место. Играл в поле, провёл 7 матчей, забил 1 мяч в ворота сборной США.
В 1982 году завоевал бронзовую медаль хоккейного турнира летних Азиатских игр в Нью-Дели.